# Alberto Rafael Silva
Alberto Rafael da Silva, mais conhecido como Rafael (Araraquara, 24 de março de 1984), é um futebolista brasileiro que atua como goleiro. Atualmente joga pelo Matonense.

## Carreira
Iniciou a carreira no Matonense, clube da cidade de Matão. Seu segundo clube foi o Palmeiras, equipe que ele foi a quarta opção no gol, tendo em sua frente o ídolo Marcos, Sergio e Diego Cavalieri. Ao ter sua passagem pelo Palmeiras encerrada, passou pelo São Bento em 2006, Inter de Limeira em 2007, Itumbiara em 2008 e, nesse mesmo ano, foi contratado pelo Vasco para ser reserva do goleiro artilheiro Tiago.

### Vasco da Gama
Após uma derrota por 3x1, no jogo contra o Cruzeiro em São Januário, onde o goleiro Tiago Campagnaro foi expulso, partida válida pelo returno do brasileirão 2008, Renato Gaúcho escolheu Rafael para ser o novo goleiro titular, mesmo após Tiago já ter cumprido sua suspensão. 
O rebaixamento para a segunda divisão aconteceu, e o Vasco perdeu o último jogo, contra Vitória. Em janeiro de 2009, após a pré-temporada com o clube cruzmaltino, Rafael foi dispensado por indisciplina, e em seguida foi para o Fluminense.

### Fluminense
Quando chegou ao clube, era o terceiro goleiro, sob o comando de René Simões, condição que permaneceu também com a chegada do técnico Carlos Alberto Parreira. Fernando Henrique e Ricardo Berna eram as preferências dos primeiros treinadores que comandaram o clube em 2009. Com a chegada de Cuca, assumiu a titularidade.
Rafael foi um dos destaques da reviravolta no brasileirão 2009, na Copa Sul-Americana tiveram excelente participação; mesmo estando na zona de rebaixamento em 2009, chegaram até a final de uma competição internacional. Apesar de vencerem uma partida de volta por 3x0, não foram campeões por perderem outro jogo por 5x1, com um somatório de 5x4. Rafael nos minutos finais, numa cobrança para o Flu, foi para o ataque ajudar sua equipe a fazer o quarto gol, mas não foi o suficiente, o arqueiro apenas terminou essa partida sem sofrer gols. Mesmo como segundo colocado, os jogadores do Fluminense foram aplaudidos por terem lutado até o fim; pelo reconhecimento e gratidão da torcida foram privilegiado sendo chamados de time de guerreiros. 
Em 2010 teve atuações mais modestas, porém teve a oportunidade de fazer parte do elenco que consagrou-se campeão brasileiro. Com a demissão de Cuca, Fernando Henrique voltou a ser titular. Rafael foi o goleiro que atuou nos "Fla-Flu" de 2010. No primeiro jogo, sofreu 5 gols. No segundo Fla-Flu de 2010, o tricolor  venceu por 2x1, o gol rubro-negro quem fez foi o goleiro Bruno numa cobrança de Falta. No terceiro clássico de Fla-Flu do ano, em que foi aberto o placar pelo Fluminense com Leandro Euzébio de cabeça fez 1 a 0. Logo depois David Braz empatou de carrinho após a falha de Rafael. O Flamengo conseguiu virar o jogo com Deivid, e Rodriguinho empatou para o Flu em um chute no ângulo de Marcelo Lomba. Mas Renato Abreu virou o jogo com também um chute no ângulo de Rafael na cobrança de falta, e Rodriguinho empatou novamente após Washington dominar no escanteio e ele aproveitou e chutou por baixo do goleiro Lomba. Em minutos finais o rubro-negro poderia fazer 4x3, mas Rafael fez uma defesa importante em cima da linha e evitou a vitória do time rival. E assim, com Fernando Henrique ainda machucado, Muricy Ramalho teve preferencia no goleiro Ricardo Berna, que no returno do campeonato brasileiro, salvou o time no jogo contra o Internacional, Rafael ficou como segundo arqueiro da equipe. Com o título do campeonato brasileiro de 2010, Rafael mais uma vez foi lembrado por ter sido o goleiro titular do time que resgatou o Fluminense em 2009, pois se o time caísse, não teria como ser tricampeão brasileiro de 2010, por tornou-se respeitado pelo clube, recebendo o carinho da torcida mesmo trabalhando em outras agremiações.

### Atlético Goianiense
Estando como reserva de Márcio Souza, foi campeão estadual de 2011, sua equipe conseguiu, no campeonato brasileiro, a classificação para a Copa Sul-Americana.

### Grêmio Barueri
Em 10 de novembro de 2012, Rafael atuou pelo Barueri em Goiás no Serra Dourada com mais de 30 mil torcedores do Goiás. Praticou boas defesas mas não conseguiu evitar a derrota por 3 a 0.

### Cabofriense
Em janeiro de 2015, Rafael foi anunciado pela Cabofriense como novo reforço, para a disputa do Carioca de 2015 e se apresentou e treinou pela primeira vez no clube.

### Macaé
Sem clube, Rafael acertou com o Macaé, até o final de 2015, clube que tentou contrata-lo em janeiro de 2015.

### CSA
Foi apresentado pelo CSA no dia 3 de janeiro de 2016.

### Sampaio Corrêa
Sem oportunidades no CSA, o jogador pediu desligamento do clube. No dia 15 de março de 2016 foi anunciado pelo Sampaio Corrêa. Em maio de 2016, Rafael foi dispensado do Sampaio Corrêa.

### Boavista
Em dezembro de 2016, Rafael foi anunciado como novo reforço do Boavista para a disputa do Carioca de 2017.

### America-RJ
Após jogar o Carioca 2018 pelo Verdão de Saquarema, Rafael foi emprestado, em abril de 2018, para o America-RJ, para a disputa da Série B1.

## Estatísticas
Até 8 de junho de 2015.

### Clubes
| Clube             | Temporada         | Campeonato nacional | Campeonato nacional | Campeonato nacional | Copa nacional[a] | Copa nacional[a] | Copa nacional[a] | Competições continentais[b] | Competições continentais[b] | Competições continentais[b] | Outros torneios[c] | Outros torneios[c] | Outros torneios[c] | Total | Total | Total   |
| Clube             | Temporada         | Jogos               | Gols                | Assist.             | Jogos            | Gols             | Assist.          | Jogos                       | Gols                        | Assist.                     | Jogos              | Gols               | Assist.            | Jogos | Gols  | Assist. |
| ----------------- | ----------------- | ------------------- | ------------------- | ------------------- | ---------------- | ---------------- | ---------------- | --------------------------- | --------------------------- | --------------------------- | ------------------ | ------------------ | ------------------ | ----- | ----- | ------- |
| Macaé             | 2015              | 27                  | 0                   | 0                   | —                | —                | —                | —                           | —                           | —                           | 1                  | 0                  | 0                  | 28    | 0     | 0       |
| Macaé             | Total             | 27                  | 0                   | 0                   | 0                | 0                | 0                | 0                           | 0                           | 0                           | 1                  | 0                  | 0                  | 28    | 0     | 0       |
| Total na carreira | Total na carreira | 27                  | 0                   | 0                   | 0                | 0                | 0                | 0                           | 0                           | 0                           | 1                  | 0                  | 0                  | 28    | 0     | 0       |

- a. ^ Jogos da Copa do Brasil
- b. ^ Jogos da Copa Sul-Americana
- c. ^ Jogos do Copa Rio

## Títulos
Itumbiara
- Campeonato Goiano: 2008

Fluminense
- Troféu Osmar Santos: 2010
- Campeonato Brasileiro: 2010

Atlético Goianiense
- Campeonato Goiano: 2011

Boavista
- Copa Rio: 2017

## Campanhas de destaque
Palmeiras
- Quarta colocação no Campeonato brasileiro de 2005

Fluminense
- Segunda colocação na Copa Sul-Americana: 2009